# Governor
Governor Washington Jr., conosciuto come Governor (Charles City, 1983), è un cantante statunitense, sotto contratto con la Grand Hustle di T.I..

## Discografia
- 2000: Another State of Mind
- 2006: Son of Pain
- 2007: Daddy's Little Girls soundtrack